# Liste der Kulturdenkmäler in Waldhof-Falkenstein
In der Liste der Kulturdenkmäler in Waldhof-Falkenstein sind alle Kulturdenkmäler der rheinland-pfälzischen Ortsgemeinde Waldhof-Falkenstein aufgeführt. Grundlage ist die Denkmalliste des Landes Rheinland-Pfalz (Stand: 27. Juni 2022).

## Einzeldenkmäler
| Bezeichnung           | Lage                   | Baujahr                           | Beschreibung | Bild                           |
| --------------------- | ---------------------- | --------------------------------- | --- | ------------------------------ |
| Burgruine Falkenstein | südlich des Ortes Lage | erste Hälfte des 12. Jahrhunderts | Mauerreste der Kernburg, Ringmauerturm wohl aus dem 14. Jahrhundert, romanische dreischiffige Burgkapelle, 1936 wiederaufgebaut, Zwingmauern, teilweise um 1900 wiederhergestellt; zweiteiliges Wohnhaus, historisierende Motive, um 1900; Schaftkreuz, bezeichnet 1748 | weitere Bilder Fotos hochladen |